# Tristan Navarro
Pour les articles homonymes, voir Navarro.
Tristan Navarro est un patineur de vitesse sur piste courte français.

## Biographie
Il commence le short-track à 7 ans au Reims Patinage de Vitesse, à Reims.
En octobre 2021, il se blesse gravement au genou lors d'une manche de la Coupe du monde de patinage de vitesse sur piste courte 2021-2022. Il subit une opération et parvient à se qualifier dans l'équipe de France en tant que remplaçant pour les Jeux olympiques de 2022. Pendant les Jeux olympiques, il est envoyé à un hôtel hors du village olympique, seul, ne voyant le reste de l'équipe que pour les entraînements ; il est d'autant plus isolé que l'ensemble de l'équipe contracte le Covid-19 en janvier. Après cette expérience, il réfléchit à arrêter sa pratique sportive, écœuré ; il est encouragé à continuer par ses entraîneurs et son préparateur mental.
En 2024, la patinoire de l'équipe de France à Font-Romeu est en travaux, contraignant l'équipe nationale à s'entraîner à Bormio toute l'année avec l'équipe d'Italie. Trois athlètes, Aurélie Monvoisin, Sébastien Lepape et Tristan Navarro, ne peuvent se rendre à Bormio et s'entraînent en France à leurs frais. Les sélections ont lieu les 5 et 6 octobre 2024 à Bormio ; les trois Français écartés s'y préparent avec l'équipe de Pologne.